# West Virginia
West Virginia er en delstat (siden 20. juni 1863) i det østlige USA. Delstaten opstod i forbindelse med den amerikanske borgerkrig, hvor Virginia gik med Sydstaterne. De vestlige counties ønskede ikke at forlade USA, men forlod Virginia og dannede den 24. oktober 1861 delstaten Kanawha, som den 3. december samme år ændrede navn til West Virginia. Delstaten  har 1.793.716(2020) indbyggere.

## Historie
Området, som nu er West Virginia, var et jagtområde for flere stammer blandt de oprindelige amerikanere, før europæerne ankom.
I 1671 blev vandfaldet Kanawha Falls opdaget, og andre ekspeditioner sendtes til området. I 1725 begyndte tyske bosættere at ankomme fra Pennsylvania.
Kong Karl 2. af England forærede i 1661 området mellem floderne Potomac og Rappahannock til skotten Thomas Fairfax. George Washington kortlagde meget af området mellem 1748 og 1751. Washingtons dagbog indikerer, at der allerede var mange bosættere, mest af tysk oprindelse, langs den sydlige Potomac-flod. Mange bosættere krydsede bjergene efter 1750, selv om de blev hindret af modstand fra oprindelige amerikanere. Det lader til, at der kun boede få oprindelige amerikanere i området, men den nuværende delstats areal var en almindeligt brugt jagtmark, som også blev gennemskåret af mange krigsstier. Under den franske og indianske krig blev bosættelserne næsten ødelagt.
In 1774 ledte John Murray en styrke over bjergene og tilføjede stammen shawnee et kraftigt nederlag ved slaget ved Point Pleasant, hvor floderne Kanawha og Ohio mødes. De oprindelige amerikanere fortsatte deres angreb indtil efter USA's uafhængighedskrig.
De sociale forhold i det vestlige Virginia var helt anderledes end dem, der eksisterede i den østlige del af staten. Befolkningen var ikke homogen, eftersom en betragtelig andel af tilflytterne kom via Pennsylvania og omfattede bl.a. tyskere, protestantiske irsk-skotter og andre nybyggere nordfra.
Under USA's uafhængighedskrig genopstod bevægelsen, der arbejdede for at oprette en delstat bag Appalacherne, og et forslag om at etablere delstaten Westsylvania blev præsenteret over for Kongressen med den begrundelse, at bjergene ville udgøre en næsten ugennemtrængelig barriere.
West Virginia er den eneste delstat i USA, der er dannet ved udtrædelse af en anden delstat. I 1861 besluttede Virginia at melde sig ud af USA og følge med Sydstaterne, men vælgerne i den vestlige del forkastede forslaget, og man anså udmeldelsen som ugyldig. I en periode var der derfor 2 regeringer i Virginia, én, der støttede Unionen, og en, der var del af Amerikas Konfødererede Stater. I 1862 afsendtes en ansøgning til Kongressen om at blive en delstat i USA, hvilket skete den 20. juni 1863.
West Virginia led forholdsvis lidt under den amerikanske borgerkrig. George B. McClellan's styrker opnåede kontrol over det mest af territoriet i sommeren 1861, og Unionens kontrol blev aldrig for alvor truet, selv om Robert E. Lee forsøgte i samme år.
Senere blev der fundet store mængder af kul i delstaten, og en stor mineindustri opstod, der i høj grad var med til at levere energien til den industrielle revolution i USA.

## Politik
West Virginias politik domineres overvejende af det demokratiske parti, som har de fleste politiske embeder. Delstaten har også en lang tradition med medlemskab af fagforeninger. Mens delstaten fortsatte sin tradition med at støtte demokraterne ved præsidentvalgene i 1992 og 1996, hvor delstaten valgte Bill Clinton, vandt George W. Bush delstaten ved valgene i 2000 og 2004, og Bush fik i 2004 56,1% af stemmerne. Demokraterne har størst støtte i kulmineområderne i den sydlige del af delstaten, mens republikanske støtter især findes i delstatens østlige del.
Delstatens guvernør vælges hvert fjerde år på samme dato som præsidentvalget. Den nuværende guvernør er demokraten Jim Justice, som har haft posten siden 2017.
Delstaten har, pr. Januar 2021, en demokratisk og en republikansk senator og 5 republikanske og 3 demokratiske medlemmer af Repræsentanternes Hus
West Virginias parlament ligger i byen Charleston, i den sydvestlige del af delstaten. Parlamentet består af to kamre.

## Geografi
West Virginia grænser til Pennsylvania mod nord, til Ohio mod nord og vest, til Kentucky mod vest, til Maryland mod nord og øst og til Virginia mod øst og syd. Ohiofloden og Potomac-floden danner dele af grænserne.
West Virginia er den eneste delstat, der udelukkende er beliggende i Appalacherne, og hvor alle områder er bjergområder, og derfor kaldes delstaten også for The Mountain State. 75% af delstaten befinder sig i Cumberland-plateauet og Allegheny-plateauet. 
I den sydøstlige del af delstaten ved grænsen til Virginia findes der på bjergtoppe de samme økosystemer, der findes i det nordlige New England og i det østlige Canada. Delstatens højeste punkt er Spruce Knob, som er 1.220 m. høj, dækkes af gran- og nåleskov, og ligger i Monongahela National Forest.
Uden for skoven ligger mod syd New River Gorge, som er en 304 m dyb canyon, der er gennemskåret af floden New River.
Den lokale vegetation i det meste af delstaten var oprindeligt blandede skove af hårdttræ som eg, kastanje, løn, bøg og weymouth-fyr samt pil og amerikansk platan langs vandvejene. Mange er områderne er rige på biodiversitet.
De underliggende stenarter er sandsten, skifer, stenkul og kalksten. Appalacherne hører til blandt de ældste bjerge i verden og blev dannet for mere end 200 mio. år siden.

### Klima
Grundet den høje beliggenhed har den centrale og nordøstlige del af delstaten et fugtigt fastlandsklima med varme til hede somre og kolde, snerige vintre, mens de lavereliggende områder i den sydvestlige del af West Virginia grænser til et fugtigt subtropisk klima med hede og fugtige somre og mildere vintre. Da den østlige del af delstaten ligger i forholdsvis nærhed af kysten, har dette område et klima, som minder mere om klimaet i Maryland og Virginia. Appalacherne er også med til at tage af for det hårde vejr, som delstaterne i Midtvesten kan have.

### Større byer
| - Charleston (53.421) - Huntington (51.475) - Parkersburg (33.099) - Wheeling (31.419) - Morgantown (26.809) |

## Økonomi
West Virginias økonomi er blandt de mest skrøbelige blandt USA's delstater. Ifølge U.S. Census Bureau har delstaten den tredjelaveste gennemsnitlige personlige indkomst i USA foran delstaterne Arkansas og Mississippi. Delstaten har også den laveste medianindkomst for husholdninger og andelen af befolkningen, som har en bachelorgrad, er den laveste i USA.
En af de største resurser i West Virginia er kul. Delstaten havde tidligere en del olieproduktion men der er på nuværende tidspunkt kun få små eller mellemstore olie- og naturgasfelter. Der er også landbrug i West Virginia, men i begrænset omfang, grundet det bjergrige terræn i det meste af delstaten.

## Demografi
I 2007 havde West Virginia et anslået befolkningstal på 1.812.035, hvilket var en stigning på 0,2% siden 2000. Kun 1,1% af delstatens befolkning var født i udlandet, hvilket er den laveste andel blandt alle USA's delstater, og delstaten har også den laveste andel af personer med et andet modersmål end engelsk.
De fem største ophavsgrupper i delstaten er amerikanere (23,2%), tysk-amerikanere (17,2%), irsk-amerikanere (13,5%), britisk-amerikanere (12%) og italiensk-amerikanere (4,8%). Mange indbyggere i West Virginia opgiver deres ophav som "amerikansk". Der er et stort antal personer med tysk oprindelse i den nordøstlige del af delstaten.

## Ekstern henvisning
- Delstaten West Virginias officielle hjemmeside (engelsk)

39°00′N 80°30′V / 39°N 80.5°V.